# Kapfenberger Sportvereinigung 2011-2012

## Rosa
Aggiornata al maggio 2012
| N. |                       | Ruolo | Calciatore          |
| -- | --------------------- | ----- | ------------------- |
| 1  | Germania (bandiera)   | P     | Raphael Wolf        |
| 2  | Austria (bandiera)    | D     | René Pitter         |
| 3  | Austria (bandiera)    | D     | Manfred Gollner     |
| 4  | Austria (bandiera)    | D     | Dominique Taboga    |
| 5  | Austria (bandiera)    | D     | David Harrer        |
| 6  | Austria (bandiera)    | D     | Thomas Schönberger  |
| 8  | Slovacchia (bandiera) | D     | Peter Struhár       |
| 9  | Nigeria (bandiera)    | A     | Haruna Babangida    |
| 10 | Austria (bandiera)    | C     | David Sencar        |
| 11 | Austria (bandiera)    | A     | Dieter Elsneg       |
| 12 | Austria (bandiera)    | P     | Philipp Gröblinger  |
| 13 | Austria (bandiera)    | C     | Stefan Erkinger     |
| 14 | Austria (bandiera)    | C     | Markus Felfernig    |
| 16 | Austria (bandiera)    | C     | Ibrahim Bingöl      |
| 17 | Austria (bandiera)    | C     | Lukas Stadler       |
| 18 | Austria (bandiera)    | A     | Michael Gregoritsch |
| 19 | Croazia (bandiera)    | D     | Lovre Vulin         |
| 20 | Romania (bandiera)    | C     | Florin Lovin        |
| 21 | Austria (bandiera)    | A     | Michael Tieber      |

| N. |                               | Ruolo | Calciatore          |
| -- | ----------------------------- | ----- | ------------------- |
| 23 | Austria (bandiera)            | C     | Marco Sahanek       |
| 25 | Austria (bandiera)            | A     | Thomas Hirschhofer  |
| 26 | Austria (bandiera)            | P     | Patrick Kostner     |
| 27 | Brasile (bandiera)            | A     | Nathan Júnior       |
| 28 | Austria (bandiera)            | C     | Robert Gucher       |
| 29 | Austria (bandiera)            | A     | Philipp Wendler     |
| 30 | Austria (bandiera)            | C     | Ralph Spirk         |
| 31 | Russia (bandiera)             | D     | Makhmadnaim Sharifi |
| 32 | Austria (bandiera)            | D     | Mark Prettenthaler  |
| 33 | Austria (bandiera)            | A     | Marc Sand           |
| 34 | Slovacchia (bandiera)         | D     | Michal Hanek        |
| 35 | Brasile (bandiera)            | D     | Gerson              |
| 36 | Macedonia del Nord (bandiera) | P     | Filip Gačevski      |
| 40 | Austria (bandiera)            | A     | Sanel Kuljić        |
| 41 | Polonia (bandiera)            | D     | Tomasz Welnicki     |
| 42 | Austria (bandiera)            | A     | Ivica Lucic         |
| 43 | Austria (bandiera)            | D     | David Otter         |
| 44 | Austria (bandiera)            | P     | Paul Paiduch        |

### Staff tecnico
| Allenatore:              | Thomas von Heesen |
| Allenatore in seconda:   | Markus von Ahlen  |
| Allenatore dei portieri: | Franz Sever       |